# Villanyszerelők Lapja

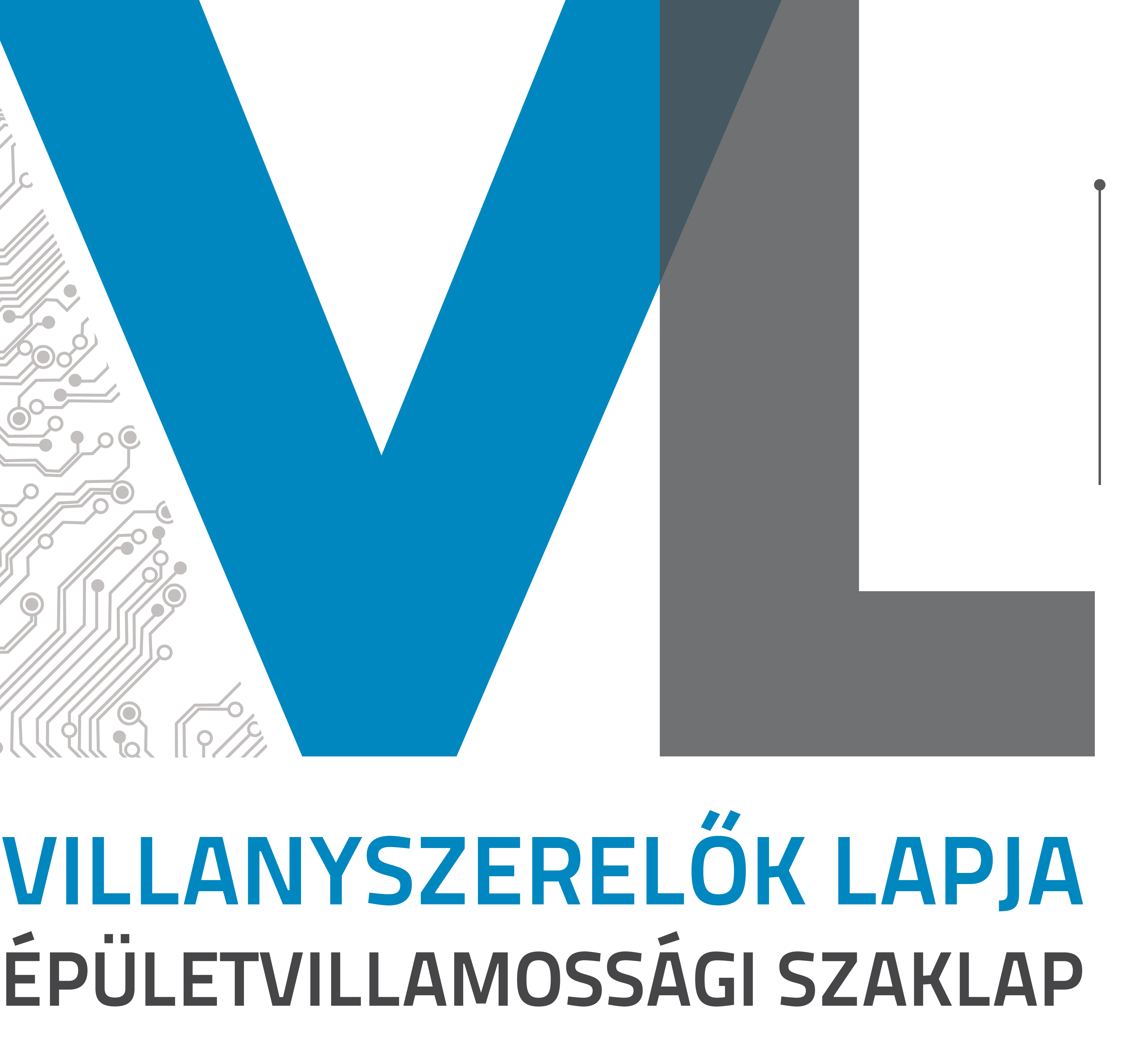
Villanyszerelők Lapja logó

A Villanyszerelők Lapja az építőipar elektromosipari és épületvillamossági területével foglalkozó, havi megjelenésű szaklap. Internetes portálja a villanylap.hu, amely a nyomtatott lapszámok tartalmán túl, önálló, napi aktualitású anyagokat tartalmaz.

## Története
A Villanyszerelők Lapja 2002 októberében jelent meg első alkalommal. Az akkor még 32 oldalas havilap céljául tűzte ki az épületvillamossági területen dolgozó és kivitelező szakemberek megszólítását, ezzel egy űrt kívántak betölteni, hiszen korábban ilyen tematikával nem készült lap hazánkban.

## Állandó rovatok
A szaklap szerkesztősége arra törekszik, hogy a kiadvány tematikája kövesse az olvasók, a villanyszerelési, és épületvillamossági piacon dolgozó vállalkozókkal szemben támasztott komplex követelményeket: miként a mai vállalkozások erős- és gyengeáramú rendszereket egyaránt szerelnek, akként a Villanyszerelők Lapja mindkét területről közöl szakmai publikációkat.
A kiadvány által közölt írások egységes rovatszerkezetbe sorolhatók: minden megjelenésben bemutatkozik egy-egy szakmai tartalommal bíró tanulságos történet, a villanyszerelők által alkalmazott termékeket egységes szerkezetben elemző áttekintő táblázat, az adott hónapban piacra lépő újdonságok és az aktuális oktatásokat összefoglaló hírblokk, de nem hiányozhatnak a szakmai kuriózumokat bemutató érdekességek, vagy a szakmagyakorlás keretét biztosító jogi, szabványügyi, és pénzügyi környezet újdonságait bemutató írások sem.
- Általános szakcikkek
- Áttekintő táblázat
- Biztonságtechnika
- Szabványok
- Tanulságos történetek
- Világítástechnika
- Villámvédelem
- Jogi esetek
- Tűzvédelem
- Automatizálás
- Munkavédelem
- Méréstechnika
- Megújulók

## Olvasók
A Villanyszerelők Lapja olvasói az épületvillamosság területén dolgozó egyéni, kis- és középvállalkozók, valamint az iparág cégei, vállalatai. Vállalkozási forma tekintetében kiemelhető, hogy az előfizetők túlnyomó része egyéni vagy társas vállalkozó, akik az épületvillamosság kivitelezési szektorában érdekeltek. Mára azonban a szaklap előfizetői között markáns, jól elkülöníthető réteget képeznek a kereskedelemben és a karbantartásban érdekelt szakemberek is, valamint emelkedett a tervezők előfizetői aránya is. A kiadó rendszeresen felméréseket végez a kiadvány előfizetői állományával kapcsolatban. Kimutatások alapján az olvasók és előfizetők megoszlása tevékenységi körük szerint a következő: 73,2% kivitelezéssel foglalkozó Zrt., Rt., Kft., Bt., valamint egyéni vállalkozó. 12,7% villamossági kereskedelmi tevékenységet folytató cég, 7,8% tervező, műszaki ellenőr, 4,9% végfelhasználó, 1,4% villamossági felső vezető.

## Megjelenés
A Villanyszerelők Lapját az M-12/B Kft. adja ki évente 10 alkalommal (a január-februári és a július-augusztusi összevont szám). A4-es formátumban, 40-48 oldalon, alkalmanként 8-12 000 példányban. Kérhető az újságárusoknál.

## Terjesztés
A lap terjesztése főként előfizetés (90-95%-ban) útján kerül terjesztésre, kisebb része az országos lapterjesztő hálózatok árusításon keresztül történik. Emellett önálló olvasóbázisa van a lap online változatának, amelyen a populárisabb, végfelhasználóknak szánt témák nagyobb szerepet kapnak. Emellett a szerkesztőség az előfizetői adatbázison túlmutató, szakkereskedésekre, szakmai rendezvényekre, kiállításokra, oktatási intézményekre támaszkodó terjesztői hálózatot is működtet.

## Logóváltás
A kiadvány 2013 szeptemberében logó és részben névváltozáson esett át. A korábbi Villanyszerelők Lapja elnevezés egyszerűsödött VL-re, amely a lap gyökereihez való hűségét, ám a szakma szélesedő feladataira, az újdonságokra való nyitottságát szimbolizálja.

## A Villanyszerelők Lapjához kapcsolódó egyéb kiadványok
A Villanyszerelők Lapja kiadójának másik kiadványa a Víz-, Gáz-, Fűtéstechnika (VGF) szaklap, amely az építőipar épületgépészeti és klímatechnikai területét öleli fel a VL-hez hasonló szemlélettel.